# Xiphiagrion
Xiphiagrion – rodzaj ważek z rodziny łątkowatych (Coenagrionidae).
Należą do niego następujące gatunki:
- Xiphiagrion cyanomelas
- Xiphiagrion truncatum